# طاحونة على نهر فلوس
طاحونة على نهر فلوس هي رواية للكاتبة الإنجليزية ماري آن ايفانس المعروفة بجورج إليوت. نشرت هذه الرواية لأول مرة في ثلاثة أجزاء في عام 1860.

## ملخص القصة
تحكي الرواية قصة الاخوين توم وماغي توليفر اللذان نشئا وترعرعا عند طاحونة دورلكوت على ضفاف نقطة التقاء النهر فلوس بالنهر ريبل قريبا من قرية القديس اوغ في لنكولنشاير بانجلترا. ويعتبر كلا من القرية والنهر خياليين ولا وجود لهما على أرض لواقع. تقع احداث الرواية في عشرينات القرن التاسع عشر في الفترة ما بين حروب نابليون وقوانين الإصلاح الصادرة في 1832. تمتد احداث الرواية لما يقارب العشرة أو الخمسة عشرة عاما منذ طفولة توم وماغي حتى وفاتهما غرقا في النهر فلوس. وتعتبر الرواية اقرب إلى السيرة الذاتية للمؤلفة حيث تعكس العار الذي لحق بجورج اليوت التي كانت على علاقة طويلة بالفيلسوف جورج هنري لويس والذي كان متزوجا انذاك. 

تتمحور الرواية حول شخصية ماغي توليفر. تبدا القصة عندما كانت ماغي في التاسعة من عمرها وتحكي علاقتها باخيها الأكبر توم، علاقتها العاطفيه مع فيليب ويكام، وتميز الأخير بذكائه ومشاعره المرهفة على الرغم من اعاقته إذ كان احدب الظهر. تحكي الرواية أيضا علاقة ماجي العاطفية بستيفن غست الذي كان خطيبا لابنه خالتها لوسي دين، وشكلت هذه العلاقة أهم خيوط الحبكة في الرواية.

كانت تربط ماغي باخيها توم علاقة وثيقة ومعقدة. فلطالما تعارضت واقعية توم واسلوبه المحافظ مع مثالية ماغي وتطلعاتها الفكرية اللامحدودة. تعرضت عائلتهما إلى الكثير من المصاعب. فقد أعلن والدهما السيد توليفر افلاسه بعد صراع طويل مع المحامي ويكام والد فيليب ويكام والذي انتهى بخسارة السيد توليفر للطاحونه، مرضه الشديد، ومن ثم وفاته.

ترك توم الدراسة حتى يتفرغ للعمل وتسديد ديون والده، وقد تمكن بالفعل من استعادة منزل اسرته. كانت ماغي تتعرض لظروف صعبة انذاك إذ فقدت تطلعاتها الفكرية العالية وهي حبيسة المنزل، فمرت بمرحلة من الإحساس الروحي المرتفع والذي نبذت فيه العالم متاثرة بكتاب توماس كيمبس «التشبه بالمسيح». في تلك المرحلة، تجددت صداقتها بفيليب ويكام الذي تعرفت عليه في طفولتها عندما كان يدرس مع اخيها توم. كانت تلتقي بفيليب ويكام سرا، على الرغم من معارضة اخيها توم، ويتجاذبان اطراف الحديث لساعات في الغابة. تكونت العلاقة بينها على أساس شفقة ماغي للناس المهمشين، كما كانت متنفسا لاشباع رومنسيتها الفكرية. لم تكن علاقتها على أي حال منطقية بسبب العداوة القائمة بين اسرتيهما. عندما اكتشف توم العلاقة بينها، أجبر ماغي إلى الابتعاد عن ويكام، وانقطعت بالتالي امالها في الشعور بفسحة فكرية عاطفية في حياتها. بعد مرور السنوات، تدعو لوسي ابنت خالتها ماغي للبقاء معها والتمتع بشي من الحياة المترفة التي تعيشها. كانتا تقضيان الوقت في تجاذب اطراف الحديث وفي عزف الموسيقى برفقة ستيفن جست خطيب لوسي. نشأت علاقة عاطفية بين ماغي وستيفن على الرغم من ادراكهما لتصرفهما الخاطئ. في تلك الأثناء، عاد فيليب ويكام إلى الظهور من خلال صداقته لستيفن، الا انه لم يعد له مكانا في قلب ماغي التي قد تعلقت الآن بستيفن غست. قررت لوسي مفاجاة ماجي وفيليب ويكام برحلة في النهر فلوس على القارب، ونظرا لاعتلال صحة فيليب، فقد حل ستيفن مكانه واقترح على ماغي الهرب إلى مدينة مودبورت والزواج هناك. أصبحت ماغي في صراع بين حبها لستيفن وولائها لابنه خالتها لوسي. وعند وصولهما لمدينة بورت قررت ان تترك ستيفن وان تعود إلى مدينتها. سافر ستيفن إلى هولندا وعاشت ماغي كالمنبوذه في مدينتها على الرغم من اعترافها بذبها وتسلها لتوم ان يغفر لها، إلى ان الأخير طردها ولم يقبل اعتذارها. بينما سامحها كلا من لوسي وفيليب. 

وفي يوم من الأيام، فاض النهر فلوس، فهرعت ماغي في قارب صغير تبحث عن توم في الطاحونه. وعندما وجدته، ذهبا للبحث عن لوسي وبقية العائلة الا انهما غرقا قبل ذلك.

## الشخصيات الرئيسية
1. ماغي توليفر: بطلة الرواية
2. توم توليفر: أخ ماغي الأكبر
3. السيدة بيسي توليفر: والدة توم وماغي
4. السيد توليفر: والد توم وماغي
5. فيليب ويكام: الاحدب صديق توم ومن ثم صديق ماغي
6. ستيفن غست: خطيب لوسي

## شخصيات أخرى
1. السيد ويكام: والد فيليب وخصم السيد توليفر
2. لوسي دين: ابنة خالة ماغي وتوم وخطيبة ستيفن
3. السيد رايلي: صديق السيد توليفر
4. والتر ستلينغ: معلم توم وفيليب
5. بوب جاكن: صديق توم في الطفولة
6. السيدة جين غلج: خالة توم ماغي، كبيرة عائلة دودسن.
7. السيدة صوفي بوليه: خالة توم وماغي
8. السيدة سوزان دين: خالة توم وماغي ووالدة لوسي
9. كيزا: خادمة عائلة توليفر
10. لوك: المسؤول عن الطاحونة

## موضوعات الرواية
كغيرها من روايات جورج اليوت، تناقش «الطاحونة على النهر فلوس» علاقة التوتر بين الظروف الصعبة والطاقة الروحية للافراد المكافحين ضد هذه الظروف. وتلعب حتمية القدر دورا مهما في الرواية. من امثلة ذلك، عجر السيد توليفار من اللجوء إلى القانون وبالتالي افلاسه وخسارته للطاحونه. مثل شخصية السيد توليفر قدمت على انها غير قادرة على اتخذا قراراتها بشكل واعي وعقلاني. قوى الطبيعة كقوة النهر الفيضان صورت على انها قوى القدر التي تتحكم بحياة البشر. فقد ساقت كلا من توم وماغي إلى نهايتهما. إلى ان الإرادة الحرة تلعب دورا مهما في القصة حين اختارت ماغي عدم الزواج من ستفين والرجوع إلى مدينتها وهي بالتالي اختارت ان تعيش تبعات هذا القرار والعار الذي لحق بها. يرى النقاد ان حاجة ماغي إلى محبة وقبول الاخرين كان دافعها الرئيسي في هذه القصة. جميع الصراعات التي عايشتها تعود إلى حاجتها الملحة في الحصول على محبة وقبول من حولها. ركز النقاد على رفض العائلة والمجتمع الدائم لمواهب ماغي وتصرفاتها. حتى معايير مجتمعها ترفض طموح ماغي وتعاملها على انها مخلوق من درجة ثانية لا يحق له التطلع بعيدا.

## الطاحونة على النهر فلوس" في السينما والتلفزيون
تم إنتاج فيلم «الطاحونة على النهر فلوس» المستوحى من نفس الرواية في عام 1973 كما انتج مسلسلا تلفيزونيا بنفس الاسم في عام 1978. عرضت أيضا على المسرح في عام 1994. وكمسلسل اذاعي من خمسة اجزاء على شبكة البي بي سي في عام 2009.